# まるごと千葉60分
まるごと千葉60分（まるごと・ちば・60ぷん）は、NHK千葉放送局FMラジオで、平日18時から19時に放送されていた地域情報・音楽リクエスト番組である。

## 概要
千葉県のその日のニュース・話題、千葉県にゆかりのある人物へのインタビューをリスナーから寄せられたリクエスト音楽を交えてつづったもの。不定期で金曜日には千葉放送会館を開放し、公開生放送が行われていた。
2012年3月に終了し、同4月からは「とことん○○」の再放送に変更された。なお公開放送は不定期で土曜日午後2時から4時まで「チバ☆スタ」（サタデーワイド第1部「土曜日レディー」差し替え）として行われる。またこれに付随して昼の番組「ひるどき情報ちば」が2012年度から再び平日全曜日（祝日除く）の11時から12時（他地域で11:50-12:00に放送される気象情報も内包）に変更された。

## 放送時間
平日（月曜から金曜）18時から19時
- 他地域で18:50-19:00に放送される県内ニュース・天気予報もこの枠に内包していた。
- ※祝日・年末年始・お盆特別編成日は休止で、代わりに18:50-19:00に県内ニュース・天気予報を放送していた。